# Volo Biman Bangladesh Airlines 147
Il volo Biman Bangladesh Airlines 147 è stato un volo passeggeri di linea dall'aeroporto Internazionale di Dacca-Hazrat Shahjalal, Bangladesh, all'aeroporto Internazionale di Dubai, Emirati Arabi Uniti, con scalo intermedio all'aeroporto Internazionale Shah Amanat, Bangladesh. Il 24 febbraio 2019, l'aereo che operava il volo, un Boeing 737-800, è stato dirottato circa 252 chilometri a sud-est di Dacca dal terrorista (un lupo solitario) Polash Ahmed. L'equipaggio ha effettuato un atterraggio di emergenza all'aeroporto Internazionale Shah Amanat di Chittagong, dove Ahmed è stato ucciso a colpi d'arma da fuoco dalle forze speciali del Bangladesh. Un assistente di volo è stato colpito da un proiettile durante il dirottamento, ma non sono state segnalate vittime tra i 133 passeggeri e 14 membri dell'equipaggio a bordo.

## L'aereo
L'aereo coinvolto nel tentativo di dirottamento è un Boeing 737-8E9, numero di serie 40335/5715, codice di registrazione S2-AHV. È stato costruito nel 2015 e ha volato per la prima volta l'11 dicembre 2015. L'aereo era il secondo 737 Next Generation consegnato nuovo a Biman Bangladesh Airlines, alla fine del 2015. Al momento del dirottamento l'aereo aveva 3 anni e 3 mesi.

## Il corso degli eventi

### Prima del dirottamento
Secondo il servizio di localizzazione di aerei online FlightAware, il velivolo stava effettuando il suo terzo volo del giorno con il volo 147. Alle 10:18, aveva volato come Biman Bangladesh Airlines 1203 dall'aeroporto Internazionale di Shahjalal all'aeroporto Internazionale Shah Amanat. Poi, alle 14:43, come Biman Bangladesh Airlines 1204 di nuovo a Dacca, atterrando alle 15:21. Il volo precedente era un volo speciale che trasportava il Primo Ministro del Bangladesh Sheikh Hasina a Chittagong. Il velivolo è stato pulito e il personale di bordo e di cabina è cambiato, e poco meno di due ore dopo, alle 17:13, il velivolo è partito per Dubai.

### Il dirottamento
L'equipaggio di cabina aveva notato gli strani comportamenti dell'uomo per gran parte del volo; presumibilmente era armato con una pistola giocattolo. L'aereo deviò ed eseguì un atterraggio di emergenza. I passeggeri furono evacuati. Il sospetto dirottatore è stato identificato come un uomo di circa 20 anni che ha chiesto di parlare con sua moglie e il primo ministro Sheikh Hasina.

### L'assalto
Il 737 venne assaltato dalle forze speciali del Bangladesh che chiesero al dirottatore di lasciare la sua arma. Al rifiuto del dirottatore, gli agenti lo uccisero colpi d'arma da fuoco. Non si sa quanti colpi siano stati sparati.

## Il dirottatore
Il battaglione di azione rapida identificò il dirottatore come Polash Ahmed, un uomo residente a Narayanganj, dopo che le sue impronte digitali coincidevano con quelle di una persona nel database criminale. In precedenza era stato accusato in un caso di rapimento presentato il 22 febbraio 2012. Ha usato Mahibi Jahan come nome del suo profilo Facebook.
Era l'ex marito dell'attrice vincitrice del National Film Award Shimla; la coppia aveva divorziato nel novembre 2018. Aveva un figlio di due anni da un precedente matrimonio.